# Tolkienus
Genre
Tolkienus est un genre d'araignées aranéomorphes de la famille des Dictynidae.

## Répartition
Les espèces de ce genre se rencontrent en Amérique du Nord, en Europe, en Afrique et en Asie de l'Ouest.

## Liste des espèces
Selon World Spider Catalog (version 26, 12/07/2025) :
- Tolkienus armatus (Thorell, 1875)
- Tolkienus bellans (Chamberlin, 1919)
- Tolkienus estoc Cala-Riquelme & Al-Jamal, 2025
- Tolkienus longispinus (Emerton, 1888)
- Tolkienus ottoi (Marusik & Koponen, 2017)

## Systématique et taxinomie
Ce genre a été décrit en 2025 dans les Dictynidae par Cala-Riquelme, Crews et Esposito.

## Étymologie
Ce genre est nommé en l'honneur de John Ronald Reuel Tolkien.

## Publication originale
- (en) Montana, Cala-Riquelme, Crews, Gorneau, Al-Jamal, Alequín, Spagna, Ballarin & Esposito, « Tailor's drawer no more: a reappraisal of the spider family Dictynidae O. Pickard-Cambridge, 1871 sensu lato », Zoological Journal of the Linnean Society, 2025, vol. 204, no 2, zlaf007, p. 1-97.